# 貢獻性資產

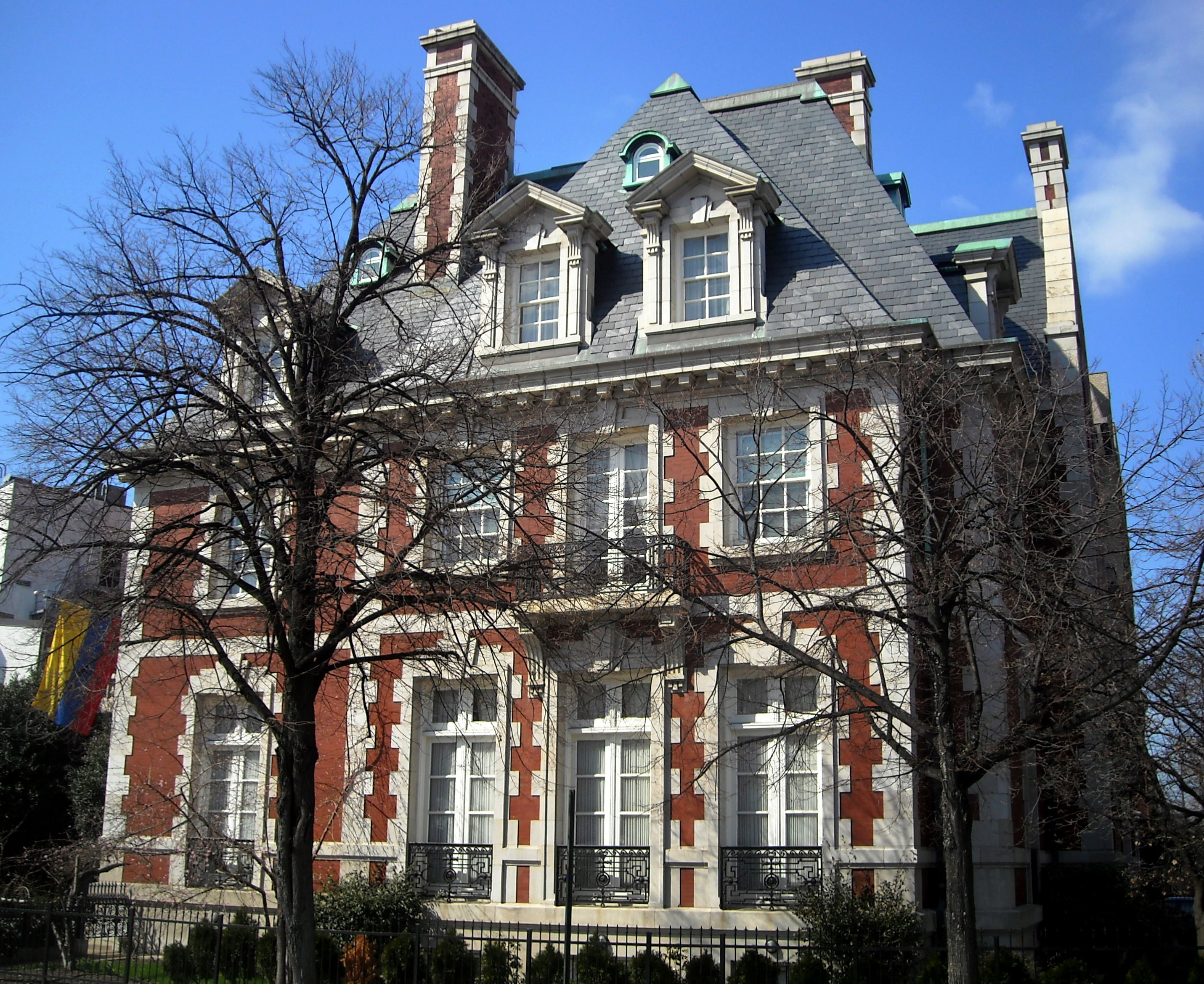
托馬斯·T·格夫之家（Thomas T. Gaff House），是華盛頓特區杜邦圓環歷史區的一個貢獻性資產。

貢獻性資產（英語：contributing property），或稱貢獻性資源（英語：contributing resource），是指在美國規範歷史區的法律中，能提升該區完整性或建築特質且具有重要意義的建築物、物體或結構。美國聯邦政府、州政府和地方政府機構中對貢獻性資產的定義大同小異，地方法律通常規範指定歷史區域內對貢獻性資產所能進行的改建。美國第一個規範歷史區內建築物改建的當地條例是在1931年於南卡羅來納州查爾斯頓市通過。
歷史區內的資產必為貢獻性資產或無貢獻性資產。貢獻性資產（例如19世紀豪宅）能夠使歷史區充滿歷史色彩，而無貢獻性資產（例如現代診所建築）則不具備此種作用。貢獻性資產對於歷史區的歷史聯繫、建築特色或考古特徵至關重要，如果該資產發生重大改建則可能會由貢獻性資產變為無貢獻性資產，反之亦然。

## 歷史
根據美國國家公園管理局的紀錄，首次規範貢獻性資產的法律出現在南卡羅來納州查爾斯頓市於1931年制定的《舊城歷史區條例》中。 該條例宣布，位於歷史區內的建築物不能對從街道上可見的建築特徵進行改建。1930年代中期之後，許多其他美國城市在紛紛效仿查爾斯頓市的做法。路易斯安那州於1937年修正憲法，促成新奧爾良市建立了「舊城區委員會」， 負責保護和維護該市的法國區，並由市政府通過法令以規範區內所能做出的改建。 
《哥倫比亞法律評論》對查爾斯頓市和新奧爾良市保存條例的制定日期提出了不同的紀錄。該出版物指出，新奧爾良市的法律制定於1925年，而查爾斯頓市的法律則制定於1924年。 該出版物還聲稱，在1946年維吉尼亞州亞歷山大市通過法令之前，這兩個城市是唯二具有歷史區分區的城市。國家公園管理局隨後否認這一說。 
1939年，德克薩斯州聖安東尼奧市頒布法令保護拉維利塔區中的原始墨西哥市集。  1941年，在新奧爾良市訴佩爾加門特案（198 La. 852, 5 So. 2d 129 (1941)）中，被告質疑政府對於歷史區內建築物的當地設計管制權威。路易斯安那州上訴法院最終裁決，在明確定義的歷史區內，政府對建築物的設計和拆除控制是有效的。 1950年代中期開始，原本僅適用於歷史區內建築物的管制措施開始擴大適用於單一個地標性建築。 同年，美國國會通過法案，宣布華盛頓特區的喬治城為歷史區並受到保護。 至1965年，有51個美國社區採用了相關保護條例。隨後，美國國會於1976年通過《國家歷史保護法》，到了1998年已經有超過2300個美國鎮、市和村制定相關的歷史保護條例。 

## 定義

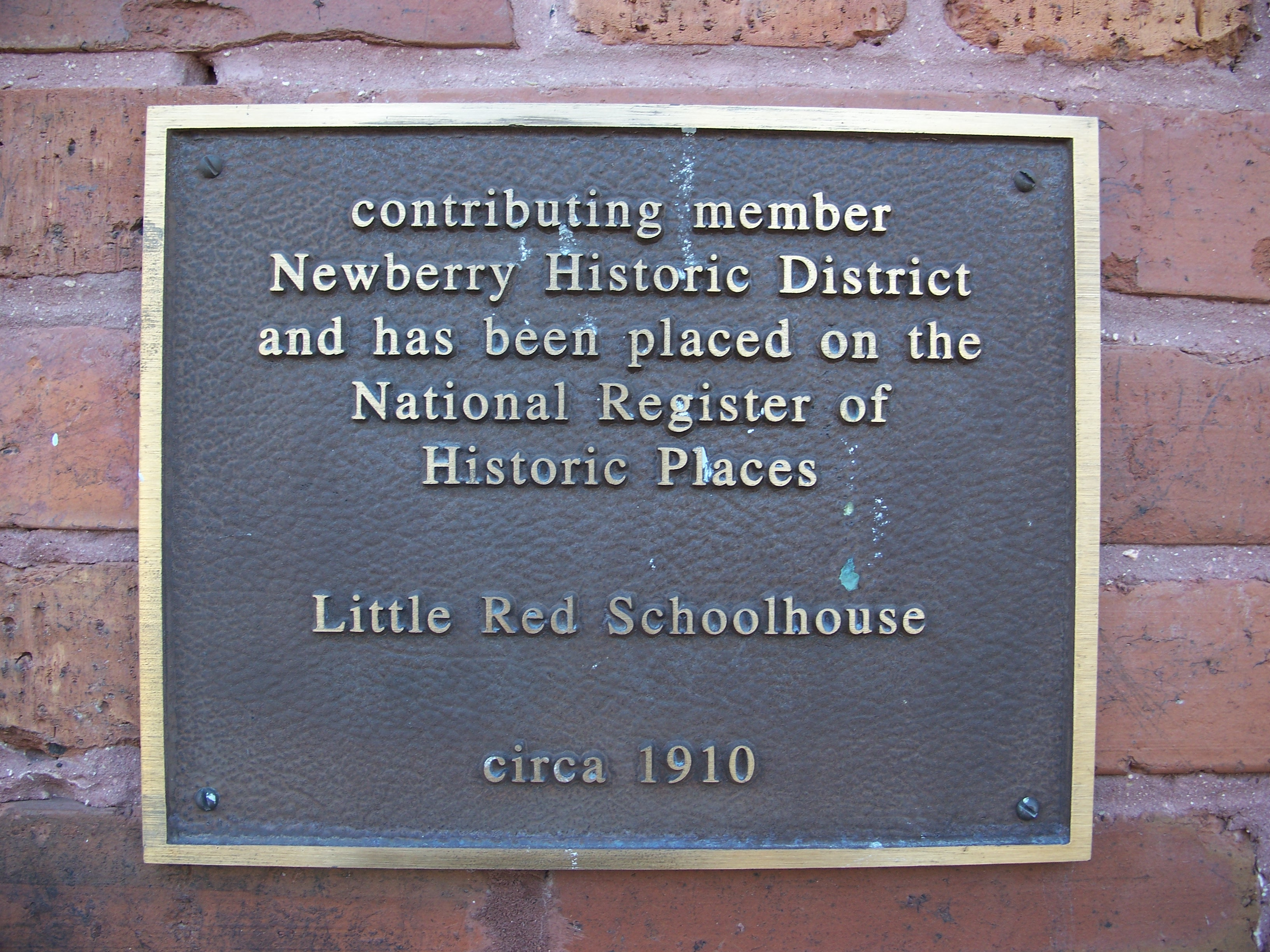
位於佛羅裏達州紐伯裏市紐伯裏歷史區，承認小紅校舍（Little Red Schoolhouse）為貢獻性資產的牌匾

貢獻性資產是指透過地方層面的歷史區法律所定義的資產。 歷史區法規限制了現有資產的拆除和改建，以保護該區域的歷史特色。 在美國的歷史保護法中，貢獻性資產被定義為該地區內對歷史聯繫、建築特色或考古有所貢獻的建築物、結構、物體或遺址，其能夠增強歷史地區完整性或建築特色， 使該區不論在地方還是聯邦層面上都具有重要性。 美國各地對貢獻性資產的定義因地區而異，但內容通常大同小異。  貢獻性資產的另一關鍵特質是其具備的歷史完整性，對資產進行重大改建可能會斷開其與過去歷史的聯結並喪失其歷史特質。 貢獻性資產是歷史區的重要組成部分和特徵， 被列入名錄的資產即符合國家名錄標準，有資格享有列入美國國家史蹟名錄所獲得的各項補助。
經國家註冊的歷史區中每個資產（無論其有無貢獻性）必劃分為以下四種類型：建築物、物件、結構物與遺址。 

## 貢獻性的區分

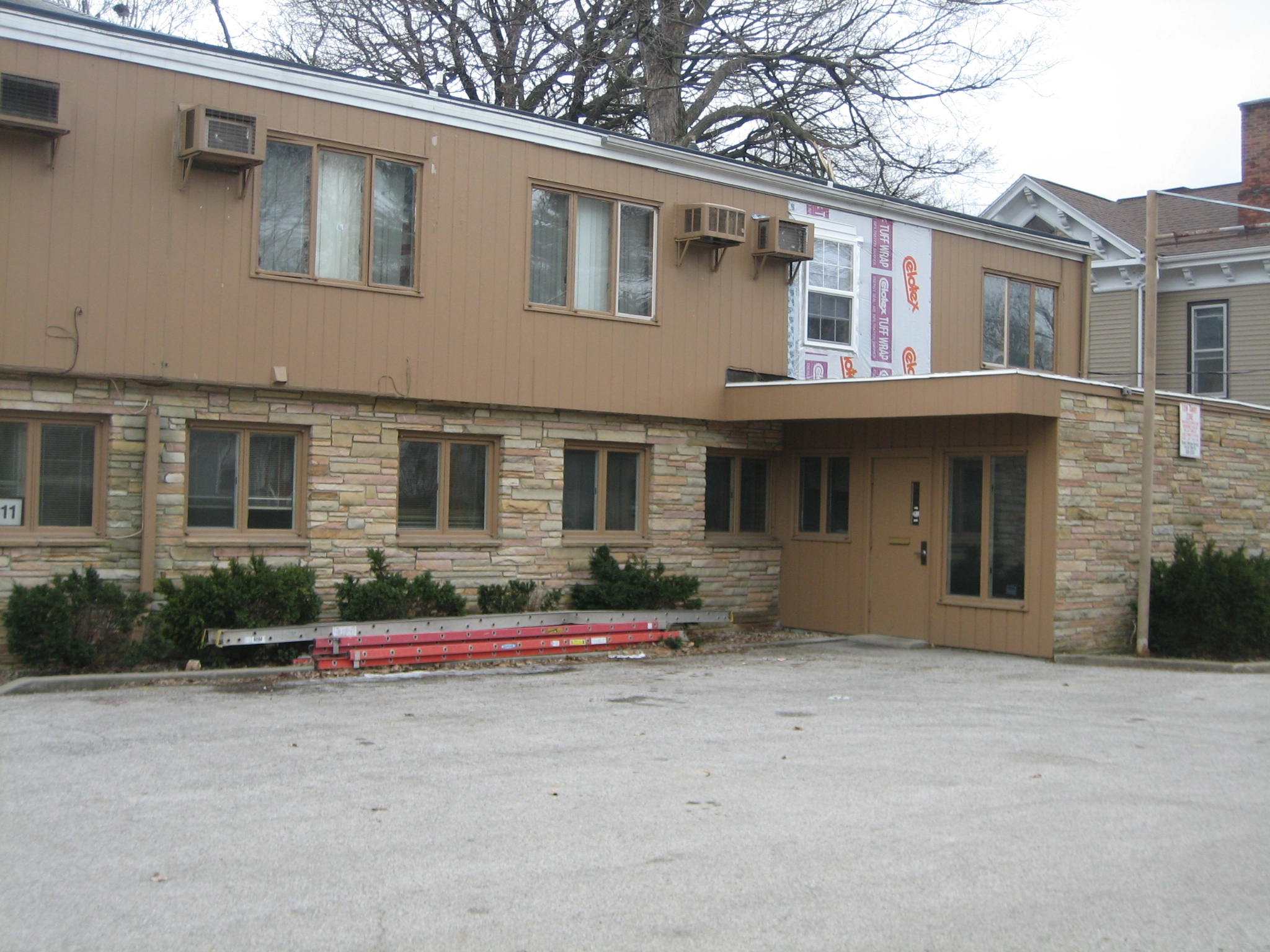
這座位於伊利諾伊州布盧明頓東格羅夫街區的醫療診所大樓是無貢獻性資產的一個例子。

1980年以前被列入美國國家史蹟名錄的歷史區很少記錄無貢獻性資產，導致資產是否具有貢獻性的界線有時模稜兩可。1980年後，各州歷史保護辦公室為確定歷史區內各建築物的歷史特徵開展調查工作，而從那時起，被列入美國國家史蹟名錄的區域便會記錄無貢獻性資產。 
歷史區中的貢獻性資產，通常被認定為有助於維持歷史區歷史性的建築物，如保存完好的19世紀豪宅。相對的，現代建造的加油站則會被認為不具貢獻性。若一座歷史建築物遭受重大改動，則其貢獻性的地位可能會被取消，有時甚至只是簡單改建（例如重新換上外牆板）就可能損害其歷史完整性並使其成為無貢獻性資產。在該資產被改建情況下，有些其歷史性質雖然受損但仍然有機會復原，但有些則已經被嚴重破壞且無法挽回。 例如，在伊利諾州布盧明頓的東格羅夫街區，貢獻性資產包含安妮女王風格的喬治·H·考克斯之家（1886年）和藝術與工藝風格的H·W·凱利之家（1906年），而無貢獻性資產包括一座20世紀50年代建成、風格與周圍社區格格不入的診所，以及意大利風格的喬治·布蘭德之家（1886年），其原始外立面被增建的日光房和石棉外墻板所覆蓋而喪失貢獻性資產的地位。 